# ليو إيغوي
ليو إيغوي (من مواليد 26 يوليو 1970) مدافع نيجيري عن حقوق الإنسان وناشط إنساني المذهب. كان إيغوي ممثل غرب وجنوب إفريقيا في هيومانستس إنترناشيونال والاتحاد الأخلاقي، إذ تخصص في الحملات ضد آثار اتهامات السحر ضد الأطفال وتوثيقها. حصل على درجة الدكتوراه من مدرسة بايرويت الدولية للدراسات الإفريقية بجامعة بايرويت في ألمانيا، بعد أن حصل على شهادة جامعية في الفلسفة من جامعة كالابار في نيجيريا. أدى دفاع إيغوي عن حقوق الإنسان إلى دخوله في صراع مع شخصيات بارزة من المؤمنين بالسحر، كالهيئة الإنجيلية لمؤسسة الحرية، بسبب انتقاداته لما وصفه بدورهم في العنف والتخلي عن الأطفال الذي ينتج أحيانًا عن اتهامهم بالسحر.
عُين إيغوي بصفة زميل باحث في مؤسسة جيمس راندي التربوية، حيث يواصل العمل لتحقيق هدف الاستجابة لما يسميه الآثار الضارة للخرافات، وتعزيز الشكوكية في جميع أنحاء إفريقيا وحول العالم. حصل إيغوي، في عام 2014، على جائزة الأكاديمية الدولية للإنسانية، وحصل في عام 2017 على جائزة الخدمات المتميزة للإنسانية من هيومانستس إنترناشيونال والاتحاد الأخلاقي.
أدى عمل إيغوي الميداني في مجال حقوق الإنسان إلى اعتقاله عدة مرات في نيجيريا. تولى أدوارًا قيادية في الحركة الإنسانية النيجيرية، والاتحاد الدولي للملحدين، ومركز التحقيق بنيجيريا.

## النشأة
نشأ إيغوي في جنوب شرق نيجيريا، ويصف أسرته بأنها كاثوليكية متشددة وسط «مجتمع شديد الإيمان بالخرافات»، وفقًا لمقابلة في غولد كوست بولتين. دخل إيغوي المدرسة اللاهوتية، في سن الثانية عشرة، وبدأ الدراسة إعدادًا للكهنوت الكاثوليكي. صرح في مقابلة لاحقة مع برنامج المتشككين الأوروبيين: «يروجون في المدرسة اللاهوتية، لمعتقداتهم المسيحية الكاثوليكية وتشكك هذه المعتقدات في المعتقدات التقليدية». أدى هذا «المزيج الغريب من القبلية والمسيحية الأصولية» إلى فترة من البحث والصراع الداخلي. «عندما بدأت في التساؤل، اكتشفت أنه سواء قصدنا المسيحية أو السحر التقليدي، فكلها عن الخرافات والأقاويل، ومن يختلقون الأشياء. يتمحور الأمر كله حول أولئك الذين يروجون للمعتقدات دونما دليل.» ترك إيغوي في سن الرابعة والعشرين، المدرسة اللاهوتية وانتقل إلى مدينة إبادان.

## الشكوكية
أدى دور إيغوي بصفته منسقًا للحركة الإنسانية النيجيرية إلى حصوله على جائزة فريدنكر لمساهمته البارزة في الإلحاد العالمي خلال مؤتمر نجوم الفكر الحر المنعقد عام 2005، الذي استضافه الاتحاد الدولي للملحدين والملحدون المتحدون. كان إيغوي، بجانب تأسيس الحركة الإنسانية النيجيرية، منظمًا ومقدمًا رئيسيًا في عام 2007 في المؤتمر الإنساني الدولي الأول في إفريقيا جنوب الصحراء الكبرى.
عمل إيغوي أيضًا في مجلس إدارة الاتحاد الدولي للملحدين، حيث سهَّل التعاون بينهم وبين الحركة الإنسانية النيجيرية، ما أدى إلى حصول الحركة الإنسانية النيجيرية على كل من جائزة فريدنكر الدولية وجائزة التعاون المجتمعي عن الاتحاد الدولي للملحدين.
أُجريت في يونيو 2009، مقابلة تابعة للإذاعات العالمية لهيئة الإذاعة البريطانية مع إيغوي بصفته مديرًا لمركز التحقيق في نيجيريا، حول جهود المركز لرفع مستوى الوعي حول العنف والإهمال الناتج عن السحر، سواء بالممارسة ذاتها أو الخوف الناتج عنه.
كتب إيغوي في عام 2012، بيان من أجل إفريقيا المتشككة، الذي حصل على تأييد من العديد من الناشطين العامين في إفريقيا، بالإضافة إلى المؤيدين المتشككين حول العالم.
عرض إيغوي ملصقًا في المؤتمر العالمي السادس للمتشككين (18-20 مايو 2012) في مدينة برلين في ألمانيا، مع روايات مصورة عن المحاكمات التي واجهها هو والعديد من أنصاره في إفريقيا أثناء احتجاجهم على اضطهاد الأطفال والأقليات وقتلهم، وإخفاق سلطات إنفاذ القانون والزعماء الدينيين في التصدي لهذه الفظائع.
شارك إيغوي، في 12 يوليو 2012، في حلقة نقاش في مؤتمر ذا أميزنغ ميتنغ بعنوان «من حرق المتهمين بالسحر إلى رجال الرب: دعم الشكوكية حول العالم». تناول عرض إيغوي مسألة الفقر الذي زاد العرض والطلب على من يطلقون على أنفسهم اسم طاردي الأرواح الشريرة، وهو ما يقتات على المجتمعات اليائسة ويؤدي إلى التخلي عن الأطفال أو إهمالهم. ناقش إيغوي جهوده بصحبة عضو اللجنة إيران سيغيف (رئيس المتشككين الأستراليين آنذاك) ومدير المناقشة بريان طومسون (مدير التوعية في مؤسسة جيمس راندي التربوية)، في الدفاع عن حقوق الإنسان والآثار الضارة للخرافات والاتهامات بالسحر في نيجيريا وغانا ومالاوي.
عُين إيغوي في أكتوبر 2012، زميلًا باحثًا في مؤسسة جيمس راندي التربوية، وهي منظمة متشككة غير ربحية أسسها الساحر والمتشكك جيمس راندي. قال راندي عن تعيين إيغوي: «نفخر في مؤسستنا بالعمل مع السيد ليو إيغوي على مكافحة المعلومات المضللة القاتلة في إفريقيا، وفي جميع أنحاء العالم»، مضيفًا أن مهمة المؤسسة «تتناسب تمامًا مع عمل السيد إيغوي بالغ الأهمية».
ألقى إيغوي خطابًا في اجتماع لندن للملحدين السود في عام 2013، بعنوان «كسر محرمات الإلحاد في مجتمعات السود»، حيث صرح بقوله «لم يحضر الرب! يجب على السود أن يتحدثوا علنًا لأننا أكثر من يكتوي بويلات المغالاة في الدين».
حضر إيغوي مؤتمر المتشككين الأوروبيين السابع عشر في عام 2017. طرح موضوعات في العلم والدين. حضر حلقة نقاش مع بيتر جان فينش، وهو كاهن من الكنيسة الكاثوليكية القديمة، الذي تحدث عن تضمين المزيد من التفكير النقدي في الدين. كان إيغوي «مهذبًا للغاية في تعليقاته حول عدم التحدث باستخفاف مع المتدينين واحتضان العلم».
أفصح إيغوي في مؤتمر تيد لعام 2017 حول الإنسانية، عن الطريقة التي ألهمه بها عمل والديه الشاق لتبني فلسفة تؤكد على الفاعلية الإنسانية في نهجه تجاه تحديات مثل الفقر والمرض والخرافات. «يدفع الدين العديد من الأفارقة، في بعض الحالات، إلى تجاوز الحدود: كمهاجمة بشر آخرين، وارتكاب جرائم قتل طقوسية، واستهداف المصابين بالمهق، وأولئك الذين يعانون من الحدب و، كما علمت مؤخرًا، الصُلع. تنتشر الخرافات على نطاق واسع في إفريقيا، إذ يؤمن الكثير من الناس بالسحر، وهو أمر ليس له أي أساس في المنطق أو العلم. ما يزال المتهمون بالسحر مع ذلك، وعادة ما يكونون من النساء والأطفال وكبار السن، يتعرضون للهجوم والنفي والقتل على نحو منتظم. بات وضع حد للاتهام بالسحر والاضطهاد المترتب عليه في إفريقيا جزءًا من غايتي في الحياة».